# Redvers Buller
O General Sir Redvers Henry Buller, VC, GCB, GCMG (1839-1908) foi um oficial do Exército Britânico e recebedor da Cruz Vitória, a mais alta condecoração por bravura em presença do inimigo que existe nos exércitos britânico e do Commonwealth. Ele serviu como Comandante-em-chefe das forças britânicas na África do Sul durante os meses iniciais da Segunda Guerra dos Bôeres, e mais tarde comandou o exército em Natal até o seu retorno à Inglaterra em novembro de 1890.

## Origens

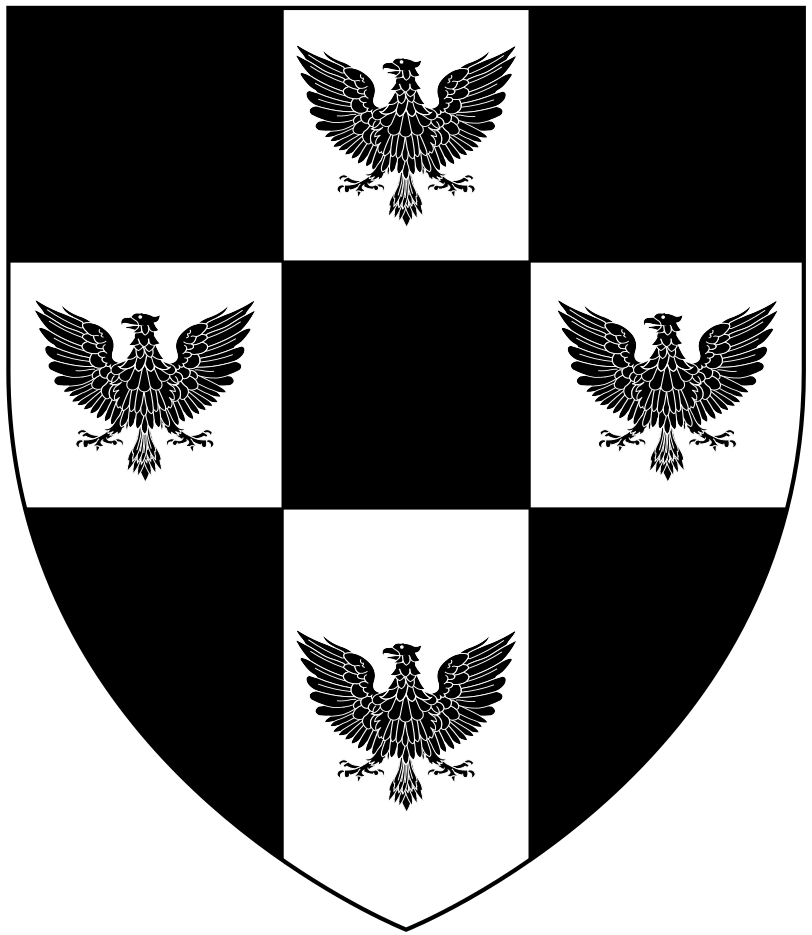
Brasão da família Buller

Buller era o segundo filho e eventual herdeiro de James Wentworth Buller (1798–1865), membro do Parlamento eleito por Exeter, e de sua esposa Charlotte Juliana Jane Howard-Molyneux-Howard (m.1855), terceira filha do Lorde Henry Howard-Molyneux-Howard. Redvers Buller nasceu em 7 de dezembro de 1839, na propriedade da família em Downes, próxima a Crediton, Devon.
Os Buller eram uma antiga família da Cornualha, tradicionalmente sediados em Morval até sua remoção para Downes.

## Início de carreira
Após completar seus estudos no Eton College, Buller comprou uma comissão no 60º Batalhão de Caçadores, o King's Royal Rifle Corps, em maio de 1858. Ele serviu na Segunda Guerra do Ópio e foi promovido a capitão antes de participar da Expedição de Wolseley de 1870 no Canadá. Entre 1873–74, ele foi oficial de inteligência servindo ao Lorde Wolseley durante a Campanha Ashanti, tendo sido ferido levemente na Batalha de Ordabai. Ele foi promovido a major e condecorado como Companheiro da Ordem de Bath.

## Guerra Anglo-Zulu e Cruz Vitória

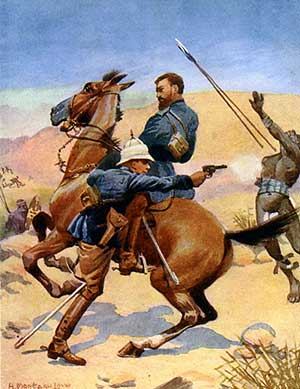
A ação de Buller que resultou em sua condecoração, representada em um quadro de 1905 por H. Montagu Love.

Ele então serviu na África do Sul durante a nona guerra na fronteira do Cabo, em 1878, e na Guerra Anglo-Zulu de 1879. Nesta última, ele comandou a infantaria montada da coluna Britânica norte, servindo sob Sir Evelyn Wood. Ele lutou na Batalha de Hlobane, uma derrota para os britânicos, em que recebeu uma Cruz Vitória por bravura sob fogo. No dia seguinte, ele participou da Batalha de Kambula, uma vitória inglesa. Após os atacantes Zulus serem repelidos das posições britânicas, ele liderou as tropas montadas em uma perseguição aos inimigos em retirada. Em junho de 1879, ele novamente comandou tropas montadas na Batalha de Ulundi, uma vitória britânica decisiva que efetivamente encerrou a guerra.

## Primeira Guerra dos Bôeres, Sudão e Irlanda
Na Primeira Guerra dos Bôeres em 1881, Buller era chefe do gabinete de Sir Evelyn Wood, e no ano seguinte foi promovido a chefe de inteligência, desta vez na campanha do Egito. No mesmo ano, ele recebeu o título de cavaleiro.
Em 1882, ele se casou com Audrey Jane, a filha do 4º Marquês de Townsend. No mesmo ano, ele foi enviado para o Sudão em comando de uma brigada de infantaria, e participou das batalhas de El Teb e Tamai, e da expedição para resgatar o General Gordon e suas tropas em 1885. Ele foi promovido a major-general, e em 1886 foi enviado à Irlanda para presidir um inquérito sobre policiais locais praticando moonlighting (aquisição de um segundo emprego fora das horas de trabalho completas). Ele retornou ao exército no ano seguinte como Intendente-geral às forças, tendo sido promovido a General-adjunto das Forças em 1890 e tornando-se Tenente-general em 1891. Em 24 de junho de 1896, Buller foi promovido a General completo.

## Segunda Guerra dos Bôeres

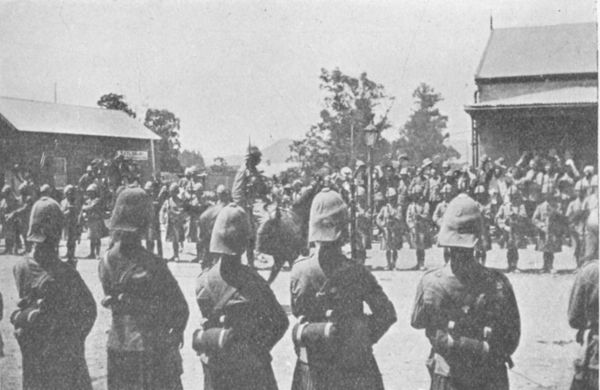
O General Buller em 1900, após o fim do cerco a Ladysmith.

Buller se tornou chefe das tropas britânicas posicionadas em Aldershot em 1898. No ano seguinte, no início da Segunda Guerra dos Bôeres, ele foi designado comandante da Força de Campo Natal. Ao ver a lista de tropas que seriam posicionadas sob seu comando, ele comentou que se não fosse capaz de vencer com elas, mereceria uma expulsão. No final de Outubro, ele chegou ao campo. Ele foi derrotado na Batalha de Colenso, durante o que ficaria conhecido mais tarde como Semana Negra. Derrotas nas batalhas de Magersfrotein e Stormberg também envolveram tropas sob seu comando. Devido a preocupações com a sua performance e relatórios de campo negativos, ele foi substituído em Janeiro de 1900 como comandante geral na África pelo Lorde Roberts. Ele permaneceu como segundo em comando, e sofreu mais dois revéses durante suas tentativas de quebrar o cerco a Ladysmith, nas batalhas de Spion Kop e Vaal Krantz. Em sua quarta tentativa, Buller foi vitorioso na batalha de Tugela Heights, erguendo o cerco em 28 de fevereiro de 1900, um dia após Piet Cronje se render ao Lorde Roberts após a batalha em Paardeberg. Após o Lorde Roberts tomar Bloemfontein em 13 de março, Buller previu corretamente que os Bôeres teriam que passar às táticas de guerrilha dali em diante. Mais tarde, ele foi bem-sucedido ao flanquear tropas Bôeres em Biggarsberg, Laing's Nek e Lydenburg. Os veteranos de Bullers venceram a batalha de Bergendal, a última ação da guerra.
Buller se tornara um comandante muito popular entre o público na Inglaterra, e seu retorno da África do Sul foi uma série triunfal de comemorações públicas, incluindo as ocorridas em 10 de novembro de 1900, quando ele retornou a Aldershot para reassumir seu cargo de General Officer Commanding, no que ficou conhecido como o "Dia de Buller". Ele passou os meses seguintes realizando discursos e aulas sobre a guerra, foi promovido a Cavaleiro-Grã-Cruz da Ordem de São Miguel e São Jorge em novembro, e recebeu a Cidadania honorária de Plymouth em abril de 1901. Entretanto, sua reputação havia sido danificada pelos seus reveses iniciais na África do Sul, especialmente entre membros do governo Unionista. Quando o público começou a demonstrar inquietação sobre a permanência de movimentos de guerrilha Bôeres após o final da guerra, o Ministro da Guerra St. John Broderick, e o Lorde Roberts buscaram um bode expiatório. A oportunidade apareceu quando numerosos artigos foram publicados em jornais, criticando a performance do Exército Britânico. Quando o jornal Times publicou uma crítica, respondida publicamente por Buller em um discurso em 10 de outubro de 1901, Brodrick e Roberts o convocaram para uma audiência em 17 de outubro, e exigiram sua renúncia sob alegação de quebra do decoro militar. Recusando-se a renunciar, Buller foi suspenso sumariamente em 22 de outubro. Seu pedido por uma corte marcial foi negado, bem como sua tentativa de submeter um apelo ao rei Eduardo VII.

## Pós-carreira militar
Houve muitas manifestações públicas de simpatia a Buller, especialmente nos condados do Oeste, em que o público financiou a construção de uma estátua equestre de Buller em 1905. Realizada pelo escultor Adrian Jones, ela foi montada em Exeter, na estrada que leva à cidade natal de Buller, Crediton.
Buller se descrevia como um Whig, mas recusou múltiplas ofertas de vários partidos para concorrer nas eleições parlamentares de 1906. Ele permaneceu aposentado e fora do olhar público até aceitar, em 29 de maio de 1907, o cargo de Gerente Principal da Companhia dos Ourives, que ele ocupou até sua morte no ano seguinte.

## Morte e sucessão
Buller faleceu em 2 de junho de 1908 na Casa Downes, em Crediton, e está sepultado no cemitério da paróquia de Crediton, cuja capela-mor possui um elaborado monumento em sua homenagem, ocupando todo o lado oeste da abóbada.
Como morreu sem filhos, o patrimônio de Buller foi herdado por seu irmão mais jovem ainda vivo, Arthur Tremayne Buller (n. 1850), o quinto filho de seu pai.
Sua Cruz Vitória está exposta no Royal Green Jackets Museum, em Winchester.

## Legado
Não há consenso sobre o legado da carreira militar de Buller. O historiador Richard Holmes (1946–2011) fez o comentário de que Buller entrou para a história como "uma das piadas ruins da história militar Vitoriana", citando um veredito famoso de que ele teria sido um "capitão admirável, um major adequado, um coronel passável e um general desastroso". O Visconde de Esher, Reginald Brett, o definiu como "um cavalheiro galante, mas não um estrategista". Thomas Pakenham, por outro lado, considerou que as conquistas de Buller foram ofuscadas por seus erros:
Em 1909, um crítico militar francês, o General Langlois, observou que havia sido Buller, e não Roberts, que recebeu o trabalho mais difícil da guerra — e foi Buller o inovador que enfrentou as táticas dos Bôeres. O uso correto de cobertura, o avanço da infantaria em corridas, coordenada com barragens móveis de artilharia: essas eram as táticas da guerra verdadeiramente moderna, evoluídas pela primeira vez por Buller em Natal.— Thomas Pakenham, The Boer War (1979)  (em inglês)